# Іст Лінн (фільм, 1931)
«Іст Лінн» (англ. East Lynne) — американська драма режисера Френка Ллойда 1931 року. Фільм було номіновано на премію «Оскар» за найкращий фільм 1931 року.

## Сюжет
Бувши всього лише трофеєм, дружина занудного багатія сумує за цікавішим життям.

## У ролях
- Енн Гардінг — леді Ізабелла
- Клайв Брук — капітан Вільям Левісон
- Конрад Нейджел — Роберт Карлайл
- Сесілія Лофтус — Корнелія Карлайл
- Беріл Мерсер — Джойс
- О. П. Хеггі — лорд Северн
- Флора Шеффілд — Барбара Гейр
- Девід Торренс — сер Річард Гейр
- Воллі Олбрайт — Вільям, хлопчик
- Ронні Косбі — Вільям, дитина
- Ерік Мейн — лікар